# Горњи Черенец
Горњи Черенец или Горњи Чернец (алб. Çerenic i Sipërm) је насељено место у општини Булћиза у округу Дибер, Албанија. Према попису из 1989. године Горњи и Доњи Черенец су имали 1.012 становника.
Према бугарском географу и историчару, Василу Канчову, у Черенцу је 1900. године живело 230 Албанаца муслимана. Српски етнограф Миленко Филиповић, 1940 године наводи да је Черенец албанско село са 30 кућа..